# هانز نيكولوسي
هانز نيكولوسي هو لاعب كرة قدم إيطالي الجنسية ولد في 18 يونيو 2000 في أوستا بأقصى شمال غرب إيطاليا. يلعب كلاعب خط وسط في نادي يوفنتوس تورين .

## المسيرة

### في النادي
في 8 مارس 2019، لعب أول مباراة له في الدوري الإيطالي، حيث دخل بدلاً من مويس كين في مباراة أياب ضد أودينيزي كالتشيو (الفوز 4-1 على ملعب أليانز ). أصبح هانز ثاني لاعب يوفنتوس من مواليد القرن 21 والعشرين يظهر لأول مرة كمحترف.

### الاختيار
تم إختيار هانز كجزء من تشكيلة إيطاليا تحت 17 سنة خلال بطولة أوروبا تحت سن 17 سنة في 2017. في هذه المسابقة، لعب مباراة واحدة فقط ضد إسبانيا، وسجل هدفًا في هذا اللقاء.
لعب أول مباراة له مع فريق تحت 18 عامًا 9 غشت 2017، خلال مباراة ودية ضد سلوفينيا، لعب في الـدقيقة 32 من المبارات عقب إصابة روبرتو بيانكو (3-3 التعادل على ملعب أجدوفشينا ). سجل نيكولوسي كافيليا أول هدف له مع المنتخب في ثاني مباراة له مع المنتخب الوطني، في 2 سبتمبر 2017، في مباراة ودية ضد صربيا (فوز 2-1 في بلغراد ).
في سبتمبر 2018، تم استدعاء هانز للعب مع منتخب إيطاليا تحت سن 19 سنة لكرة القدم في سلسلة من المباريات الودية. لعب أول مباراة له في7 سبتمبر 2018، ضد البرتغال، كحامل اللقب (1-0 الهزيمة في كاستل سان بيترو تيرمي ). مع هذا المنتخب، يشارك هانز مواطن وادي أوستا في بطولة أوروبا تحت سن 19 سنة في سنة 2019 حيث لعب مباراة: ضد البرتغال. تم إقصاء إيطاليا من دور المجموعات.

## الجوائز
| يوفنتوس - بطولة إيطالية ( 1 ) : - البطل : 2019 . |

## مذكرات و مراجع
1. ↑  La nouvelle pépite de la Juventus se nomme Hans Nicolussi Caviglia, sur footmercato.net نسخة محفوظة 2020-02-24 على موقع واي باك مشين.
2. ↑  "Statistiques avec les moins de 17 ans". transfermarkt.fr. مؤرشف من الأصل في 2021-02-19.
3. ↑  "Statistiques avec les moins de 19 ans". transfermarkt.fr. مؤرشف من الأصل في 2019-08-22.

## روابط خارجية
- هانز نيكولوسي على موقع قاعدة بيانات كرة القدم.إي يو (الإنجليزية)
- هانز نيكولوسي على موقع Soccerway.com (الإنجليزية)
- هانز نيكولوسي على موقع عالم كرة القدم.نت (الإنجليزية)
- هانز نيكولوسي على موقع AS.com (الإسبانية)